# Анатолій (Дублянський)
Анатолій (в миру Анатолій Захарович Дублянський; 11 листопада 1912, с. Перетоки (залізнична ст. Олика), нині Ківерцівського району Волинської області — 28 жовтня 1997, м. Новий Ульм, Німеччина) — релігійний діяч, Митрополит Созопольський, Правлячий Єпископ Західно-Європейської Єпархії, єпископ Української Автокефальної Православної Церкви в Діаспорі в юрисдикції Константинопольського патріархату.

## Біографія
Народився 11 листопада 1912 року в Перетоках на Волині в родині іконописця і різьбаря Захарія Дублянського та його дружини Неонілі. Від 1918 року родина проживає в м. Луцьку, де відвідував школу. В 1921 записаний до вступного класу російської гімназії в Луцьку, яку закінчив у червні 1930 року.
В рр. 1931—1933 студіював історію на гуманістичному факультеті Віленського університету. Студії закінчив (з перервами) у 1938 року у Варшавському університеті, осягнувши титул магістра філософії.
У 1942 році видавав у Луцьку газету «Український голос», де друкував історико-краєзнавчі статті.
Від 1944 року був на еміграції, від 1945 року в Баварії. Тут зразу включився активно в церковне життя. Друкувався в українській пресі Західної Європи, став дійсним і активним членом Інституту дослідів Волині у Канаді.
У 1951 року одружується з Євгенією Більо. Після відповідної богословської підготовки в дні 9 грудня 1951 року в місті Мюнхені був висвячений св. пам. архиєп. Ніканором на священика.
У рр. 1952—1970 він є настоятелем парафії в Ляндсгуті і обслуговує вірних в Регенсбурзі, а від 1962 додатково ще й парафію в Інгольштадті. У 1956 року піднесений до протоієрея. 1970 року Його іменовано настоятелем парафії в Новому Ульмі. Там проживає до кінця свого життя.
У 1956 р. стає членом Ради Митрополії, а в 1973 року Його обирають головою Вищого Церковного Управління в Німеччині з рівночасним піднесенням до сану протопресвітера. 1978 року впокоїлася дружина Євгенія.
У травні 1981 року Собор УПЦ в США обирає о. протопресвітера Анатолія Дублянського єпископом. Хіротонія відбулася 31 травня 1981 в соборі св. Андрея Первозваного в Бавнд Бруку з призначенням на єпископа Лондонського і Західньо-Європейського. У 1983 р. на соборі УАПЦ в Лондоні був піднесений до сану архієпископа з призначенням на архієпископа Паризького і Західньо-європейського. Собор УАПЦ в Ґенку (Бельгія) у 1994 році обрав Владику Архієпископа Анатолія Митрополитом з осідком у Новому Ульмі.
Владика був засновником і головним редактором «Рідної Церкви», органу УАПЦ на Західню Європу в рр. 1952—1988. Його перу належать численні статті та дві книжки: Українські святі і Тернистим шляхом митрополита Ніканора. За Його заслуги для Церкви і народу Український Вільний Університет нагородив його в ювілейнім році Хрещення Руси-України званням почесного доктора УВУ.
У 1990-х роках переслав до Луцька значну частину своєї бібліотеки та власного архіву, а для Волинського краєзнавчого музею — віднайдені у Парижі облачення і особисті речі митрополита Полікарпа (Сікорського).
Помер Анатолій Дублянський 28 жовтня 1997 року. Чин архієрейського похорону відбувся 6 листопада 1997 року о 10-ій год. на міському цвинтарі в Новому Ульмі (Reuterstraße). Похоронні відправи очолив Блаженніший Митрополит УАПЦ в Діаспорі Константин в сослуженні архиєп. Всеволода і єп. Іоана та духовенства.